# じゃこカツ
じゃこカツは、魚類のすり身と野菜にパン粉を付けて食用油で揚げた料理である。魚カツの一種。主に愛媛県で食べられている。

## 概要
ホタルジャコ類の雑魚の頭を取り除き、骨ごと砕いてすり身にし、にんじん、ごぼう、玉ねぎを加え、醤油、砂糖、みりんなどで味付けた後、成形しパン粉をつけて揚げた料理である。
バンズに夾んでハンバーガー風にして販売する例もある。